# Manama
Manama (arab. ‏المنامة, Al-Manāmah‎) – stolica i największe miasto Bahrajnu położone nad Zatoką Perską, na północnym wschodzie wyspy Bahrajn.
Nazwa Manama oznacza śpiące miejsce.
Manama była jednym z dwunastu regionów municypalnych Bahrajnu, a od 3 lipca 2002 wchodzi w skład muhafazy al-Asima.

## Historia
Manama jest wymieniana w kronikach islamu co najmniej od roku 1345. Została zdobyta przez Portugalczyków w roku 1521, a następnie przez Persów w roku 1602. Od roku 1783 była, z wyjątkiem krótkich przerw, w rękach władającej dynastii Al Chalifa. W roku 1958 Manama została ogłoszona wolnym portem, a w roku 1971 została stolicą niezależnego Bahrajnu.

## Gospodarka
Baza ekonomiczna Manamy jest identyczna z bazą całego Bahrajnu, jest to wydobycie i przetwórstwo ropy naftowej, budowa statków, rybołówstwo i połów pereł. Manama korzysta z międzynarodowego lotniska Bahrajnu na wyspie Al-Muharrak.

## Kultura

### Edukacja
W Manamie znajduje się miasteczko akademickie skupiające część wydziałów Uniwersytetu Bahrajńskiego założonego w 1986.

### Zabytki
- Meczet piątkowy zbudowany w 1938 z minaretem pokrytym kolorową, szklaną mozaiką odbijająca widok starej i nowej Manamy;
- Bab al-Bahrain zbudowany przez Brytyjczyków w 1945 roku;
- Meczet al-Fatiha, jeden z największych meczetów mogacy pomieścić nawet 7000 wiernych[8].

### Muzea
- Bahrain National Museum ze zbiorami archeologicznymi starożytnego Dilmun;
- Museum of Perl Diving[9].

## Demografia
Według spisu ludności przeprowadzonego w 2012 Manamę zamieszkiwały 297 502 osoby.

## Miasta partnerskie
- Doha, Katar